# Onciale 097
L'Onciale 097 (numerazione Gregory-Aland; "α 1003" nella numerazione Soden), è un codice manoscritto onciale del Nuovo Testamento, in lingua greca, datato paleograficamente al VII secolo.

## Descrizione
Il codice è composto da uno spesso foglio di pergamena di 260 per 210 mm, contenenti brani il testo degli Atti degli Apostoli (13,39-46). Il testo è su due colonne per pagina e 18 linee per colonna.
Si tratta di un palinsesto, il testo fu cancellato nel X secolo.

### Critica testuale
Il testo del codice è rappresentativo del tipo testuale misto. Kurt Aland lo ha collocato nella Categoria III.

## Storia
Il codice è conservato alla Biblioteca nazionale russa (Gr. 18) a San Pietroburgo.